# Sodankylä gamla kyrka
Den gamla kyrkan i Sodankylä hör till de äldsta träkyrkorna i Finland. Kyrkan byggdes 1689 och finansierades av kung Karl XI. Sodankylä kyrka var den tredje kyrkan som byggdes i Kemi lappmark, efter kyrkorna i Enare och Kemijärvi. Sodankylä ligger mitt mellan dessa två platser. Kyrkan var avsedd för invånarna i nuvarande Sodankylä, Kittilä, Pelkosenniemi och Savukoski områden.
Stilmässigt representerar kyrkan å ena sidan den medeltida traditionen av kyrkobyggande och å andra sidan den österbottniska traditionen med träkyrkor. Kyrkan har sadeltak och saknar torn. Sakristian är en utbyggnad på norra sidan liksom vapenhuset i väster. Interiören domineras av de omålade stockväggarna. Kyrkan här till kategorin av de österbottniska blockpelarkyrkorna. Intressanta detaljer är vattentakets nockkammen och vimplarna, som representerar ett medeltida byggnadssätt. Tunnvalvet är från 1703 och koret är avskilt från resten av kyrkan av ett anspråkslöst korskrank. Kyrkans farstu eller vapenhus byggdes i slutet av 1700-talet. Kyrkan rymmer cirka 220 personer. I 1700-talets anda har märkespersoner begravts under kyrkgolvet. Den bäst  mumifierade är kyrkoherdens två veckor gamla son Abraham Cajander.
Ett frimärke med motiv från kyrkan gavs ut hösten 1989. Det hade designats av Paavo Huovinen. 

## Förberedelser
Det fanns bara två kyrkor i Kemi lappmark, kyrkorna Enare och Kemijärvi, troligen byggda 1646. I februari 1674 framlades ett kungligt plakat vid tingen i Somio och Sodankylä härad att det skulle byggas en kyrka i i Sompia på kronans bekostnad. Folket i båda häradena svarade dock att det inte behövdes någon ny kyrka, och det skulle räcka med kyrkan i Kemijärvi. Kyrkobyggnadsprojektet sköts därför upp i tio år.
Den 24 december 1685 företog prosten Johann Tuderus en prosterivisitation i Kuusamo. I protokollet skrevs då in en underdånig anhållan från lapparna i  Sompio, Sodankylä och Kittilä om att landshövdingen och konsistoriet skulle be Kungl. Maj:t om att en präst förordnas till Sodankylä. I ett brev till konsistoriet i Åbo  den 3 maj 1686 hänvisade kungen till ett tidigare beslut om uppförande av nya kyrkor och kapell samt den själavård som skulle ges de boende. Biskop Johannes Gezelius i Åbo svarade kungen att han hade besökt Kemi i mars och fått veta av kyrkoherden i Kemi att det förutom de nuvarande prästerna skulle behövas en till i Sodankylä och en i Kuusamo. Redan den 15 maj 1686 skrev kungen till landshövdingen Gustaf Grasse, i Österbotten, för att ombesörja byggandet av Kuusamo kapell. Samtidigt fick landshövdingen  i Västerbotten, Hans A. Krusen att han åter skulle ta hand om byggandet av Sodankylä kapell.

### Korrespondens med kungen

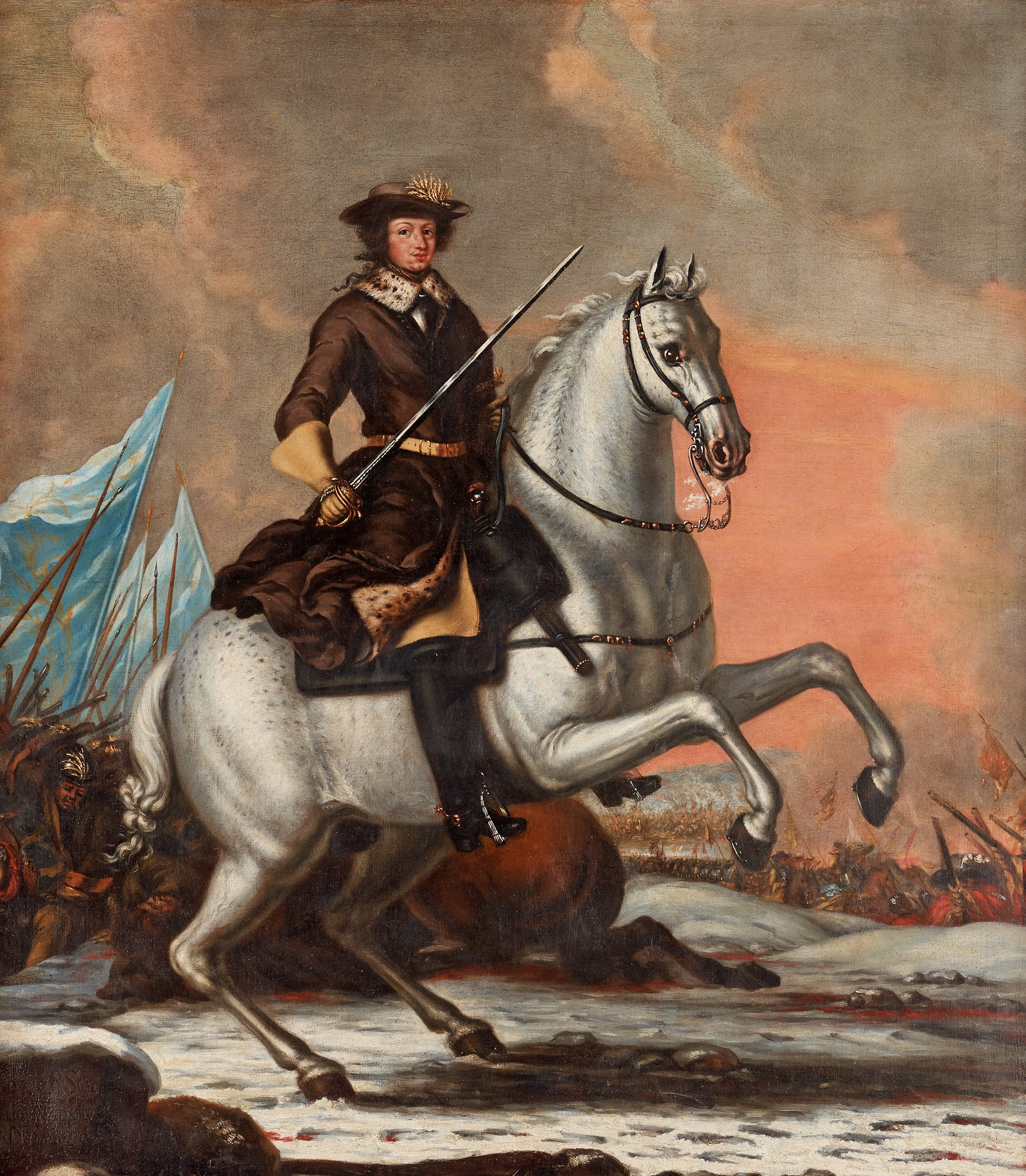
David Klöcker Ehrenstrahl, Karl XI, 1655-1697, kung av Sverige, 1682.

Hans A. Krusen sände den 10 november 1687 ett brev till kungen. I brevet sa landshövdingen att fogden Jacob Grape i Torneå och Kemis, hade frågat varifrån medlen till Sodankylä kyrka skulle komma. Särskilt gällde Grapes fråga hur man skulle avlöna  snickare och betalningen av en predikstol, minst en klocka och andra nödvändiga varor. Fogden hade meddelat att lapparna sakande egna medel eller yrkeskunskap. Endast stockarna kunde de skaffa. På dessa frågor önskade landshövding Krusen få kungens direktiv.
Den 25 november 1687 svarade kungen att han skulle behöva ett förslag på vad kostnaderna för förnödenheter och löner för snickarna. Krusen gav Grape i uppdrag att utreda kostnaderna. Landshövdingen kunde sända det slutliga svaret till kungen först den 16 juli 1688. I sitt svar beklagade landshövdingen att det tagit så lång tid att svara. De skäl som landshövdingen nämnde var att fogden hade legat i skatteuppbörd och i ting hela vintern. Det hade också tagit lång tid att få snickarnas beräkningar på grund av de långa avstånden och den dåliga vägar. Landshövdingen sa att han skulle invänta kungens svar om vilka medel som skulle användas till bygget. Snickarna hade velat börja arbeta hösten därpå för att kyrkan skulle vara klar till jul. Kungen tycks ha godkänt kostnadsberäkningen den 30 juli 1688. Konceptet för brevet han undertecknade visar att det tilldelade beloppet var 900 kopparriksdaler. Ansvariga för kronans ekonomi vände sig dock ännu till kungen den 15 september 1688 och bad om ett beslut om var medlen skulle tas. Den 23 september 1688 svarade kungen att medlen skulle tas från hans rörelsekapital.
1687 hade lapparna upplåtit Skaitma för den nya kyrkan. Troligen är Skaitma området på den östra stranden av samma platta sandås som udden mellan Kitinen och Jeesiöjoki, mitt emot dåvarande bybebyggelsen Sodankylä. Kyrkan uppfördes senare på denna plats.

### Om byggarna
Inga uppgifter finns bevarade om byggmästaren, men det antas att en av snickarna lett arbetet. Byggnadsarbetet påbörjades tidigast hösten 1688. Det är inte heller helt uteslutet att alla byggnadsarbeten utfördes under 1689. Kyrkan stod i alla fall färdig 1689. På kanten till ytterdörrens innersida finns inristat tecknen MM2 och årtalet 168 (? ). Båda inristningarna är utan tvekan samtida. Det kan antas att de utförts av en snickare som deltog i byggnadsarbetet, om det inte rent av är byggmästarens egna inristningar. Inga andra indikationer på byggtiden har påträffats i kyrkan.
Torneå kyrka byggdes 1684. Mats Härmä ledde byggandet av kyrkan i Torneå och ett stort antal snickare deltog i arbetet. Många av namnen på dessa snickare nämns i kyrkans räkenskaper. Man kan anta att de flesta snickare i Torneåregionen har varit inblandade i byggarbetet. Fogden Grape har haft ypperliga möjligheter att lära känna dessa män. I redovisningen nämns endast en snickare som skulle passa bokstäverna MM. Detta omnämnande är "Michel Michelsson Wåhnom. Tills vidare kan det anses möjligt att Michel Michelsson från Vuono skulle ha varit ansvarig för byggnadsarbetena av Sodankylä kyrka. Enligt Lars Petterssons uppfattning hade kyrkans storlek och takkonstruktion gjort det möjligt att låta arbetet ligga i en snickares händer och det hade inte behövts en man som Mats Härmä.

## Kyrkans arkitektur

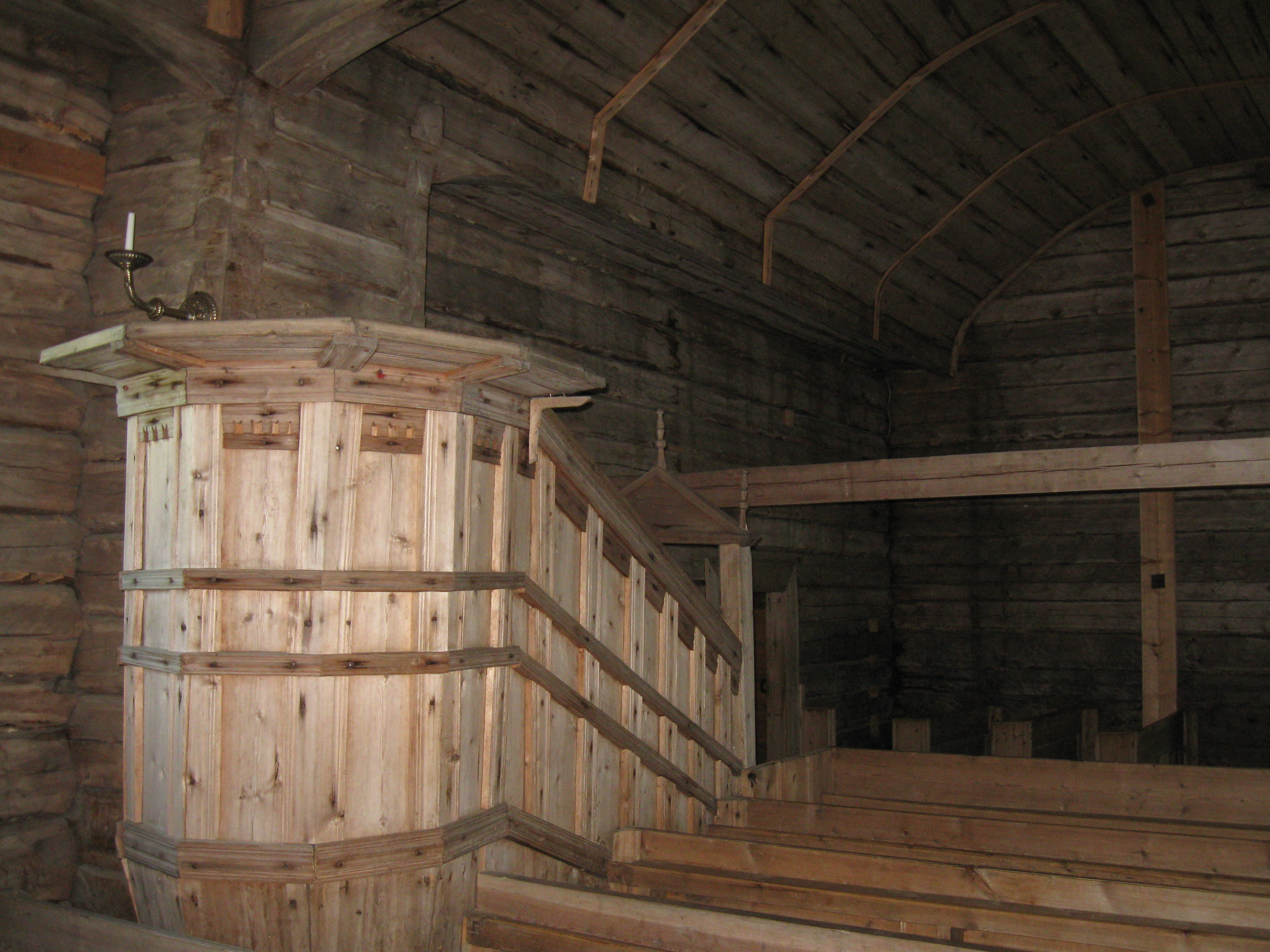
Predikstol på kyrkans sidovägg.

Stilmässigt är kyrkan släkt med de så kallade blockpelarkyrkorna i Österbotten. Invändigt saknar kyrkan bröder på väggarna och är omålad. Ytterväggarna är numer brädfodrade. Huvuddelen av konstruktionerna är synliga eller kan urskiljas. Därmed spelar kyrkan en nyckelroll i studiet av finsk träarkitektur.
Kyrkan har från början, förutom långhuset, haft en sakristia i östra ändan och farstu eller vapenhus i västra ändan. Långhuset mäter 12,9 × 8,3 meter och sidoväggarnas höjd från stenfotens uppåt är cirka 3,85 meter. Långhusets höjd från stenfoten till åsens övre ända är ca 7,5 meter. Alla väggar, inklusive ändtrianglar, är gjorda av horisontella stockar och det finns inga avsiktliga lutningar. Det finns en ihålig blockpelare mitt på båda sidoväggarna.

### Tak
Tack vare att ändtrianglarna också är timrade har ett ryggåstak anlagts. Kyrkan saknar alltså takstolar. Detta gäller långhuset, sakristian och vapenhuset. Förutom takåsen finns åtta mellanåsar fyra på varje sida. I sakristina och vapenhuset finns endast en takås. Bräderna för vattentaket vilar på åsarna. De är tvärställda mot taknocken. Den takbräderna är från reparationerna 1992 års men gjorda på traditionellt sätt spjälkta för hand, inte sågade. Sakristian och vapenhuset har aldrig haft något separat undertak utan vattentakets undersida har varit synlig inifrån. 
Kyrkans vattentak har länge varit belagt med  spåntak och takrännor. Dessutom har taket på långhuset haft en nockkam och tre sirligt formade spiror med vindflöjlar. Den ursprungliga kammen och spirorna för vindflöjlarna var illa åtgångna men ändå i sådant skick att de kunde rekonstrueras år 1926. Vid samma reparation gjordes även nockkammar till taken på vapenhuset och sakristian, även om dessa kanske inte funnits tidigare.
Takspånorna har länge bildat ett triangelmönster. Mönstret har uppnåtts genom att om vartannat lägga spånor med rak kant och med en avsmalnad kant. Det finns tre tringelrader  på långhuset och en på vapenhuset och sakristian. I samband med en renovering 1926 ändrades spånläggningen så att det blev sex överlappande uppsättningar trianglar på lånhuset och två på sakristian och vestibulen. I 1992 års reparation återställdes spånorna till sitt ursprungliga utseende.

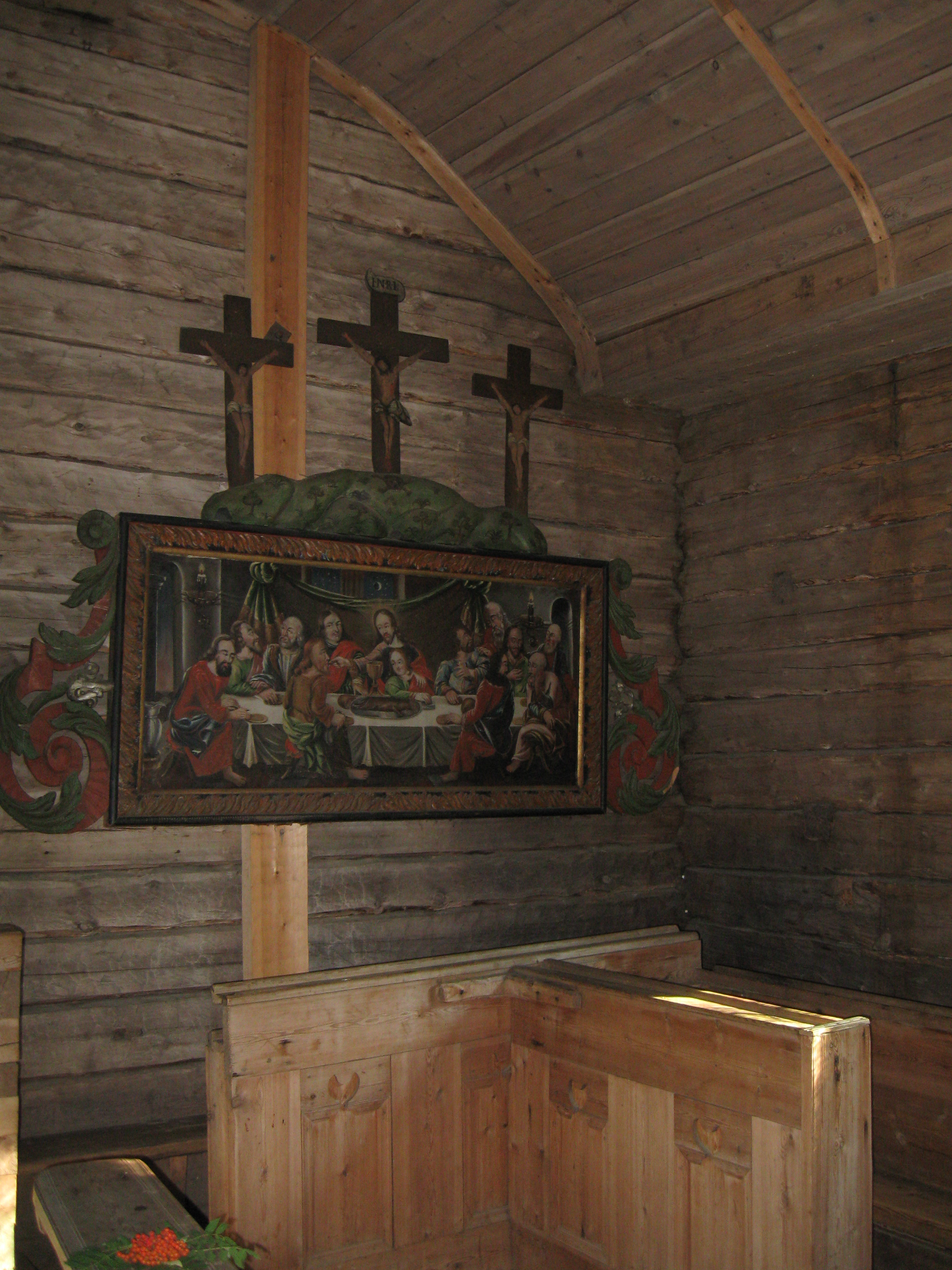
Altartavlan på högra sidan i koret.

## Altartavla
Kyrkans altartavla kallas "Nattvarden" och är målad av mästare Petter Bergström från Stockholm. Tavlan är signerad "Pictus 1739 6/9 P.Bergström". Bergström bodde då i Torneå. När han var i Torneå målade han också en annan målning av nattvarden, som hamnade i Matarengs kyrka i Överorneå, Sverige. En tredje målning i samma ämne färdigställdes i Limingo 1741 och placerades i Pudasjärvi kyrka. I alla dessa målningar har Bergström troligen använt samma förlaga som Möllerums altartavla i Torneå kyrka, målad 1701.  Det centrala temat i målningen är Jesus och lärjungen Johannes. Där Jesus i räcker över brödet i nattvarden till Judas, som har en penningpung som ett tecken på sitt svek. Möjligen har Bergström ritat en teckning av Möllerums verk och använt den som förebild. Enligt kyrkoräkenskapen betalades 1739 84 kopparriksdaler för altartavlan. År 1741 betalades ytterligare 24,16 kopparriksdaler för ram och transporter. De skulpturala ramarna är målade med samma färger som själva tavlan. Det iögonfallande är att man använt Golgata och de tre korsfästa som dekorationer. Ramarna kan också vara gjorda av Bergström, eftersom de korsfästes ländkläder har gjorts på samma sätt som hans tavlor i kyrkorna i Limingo och Sääminge.

## Klockstaplar

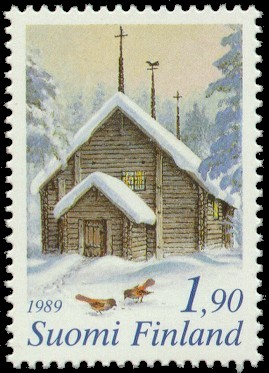
Ett frimärke designat av Paavo Huovinen.

Enligt arkivuppgifter har det funnits tre klockstaplar i kyrkan. Den första byggdes i början av 1700-talet för en klocka donerad av "Kungliga Majestätet" på 1690-talet. Samuli Paulaharju har anteckant att klockan hängde i en bock innan klocktapeln byggdes. Den har troligen varit en relativt liten öppen blockklocktapel med ett smalt tak. Den var tydligen redan vid prostevisitationen den 1 januari 1747 i så dåligt skick att sockenborna lovade att bygga en ny. Den gamla kungsklockan gjuts om 1748 i Stockholm för att bli ännu större. Denna klocka gick sönder 1855 när den ryske kejsaren Nikolaj I:s dödsklockor ringde. Klockan reparerades året därpå i Stockholm.
Den andra stapeln byggdes 1748–1749 för två klockor. 1764 köptes en större klocka som vägercirka 170 kg. Det gjuts om 1845. Det har tydligen varit två byggmästare i uppförandet av denna klocktapel: Henrik Tepasto och Matts Palko, båda förmodligen lokala byggare. Ingen av dem är känd för att ha haft någon tidigare erfarenhet av att bygga en klockstapel varför det snart visade sig den för vara svag. Den reparerades flera gånger. Vid ett möte i kyrkan den 19 juli 1793 förklarades den vara obrukbar. Trots det reparerades den flera gånger. I en rapport den 1 juni 1798 uppgav pastor Nils Enckell att den var gammal men reparerad och kunde stå ännu ett tag. I flera inventeringar mellan 1764 och 1823 rapporterades ändå att den var gammaldags och dåligt konstruerad. Prästen uppger vid visitationen 1804 att stapeln var i så dåligt skick att både klocka och folk var i fara, varför en ny klockstapel omedelbart borde byggas. Församlingsmedlemmar medgav att så var fallet men hänvisade till hungertider och misslyckanden i renskötseln och begärde att de skulle få hjälp med uppgiften. Man kan av sparade uppgifter sluta sig till att den klockstapeln var en bockstapel. Stapeln hade ett mellangolv som tros hänvisa till klockrummets golv.  En dörr nämns också vilket tyder på att basen var slutet. Det har knappt varit en passage rakt igenom klockstapeln. I inventarielängderna från 1750 sägs att stapeln var vacker vilket tyder på fina dekorationer.
Vid en visitationen 16-17 mars 1817 konstaterade kontraktsprosten Mathias Castrén att Sodankylä klocktapel var så gammal och förfallen att en ny måste byggas. Domkapitlet föreslog att det kejserliga majestätet skulle bevilja medel antingen från statskassan eller från Lapplands kyrkliga fond för att bygga en ny, eftersom församlingsborna inte hade egna medel för detta projekt. Domkapitlet föreslog också att majestätet skulle bevilja medel även till Kittilä predikostuga. Senaten bad den 6 december 1817 landshävdingen i Uleåborg Carl Henrik Ehrenstolpe om yttrande över domkapitlets förslag. Han stödde domkapitlets bedömning. För att fastställa beloppet behövdes en kostnadsuppskattning för kostnaden för klocktapeln och predikostugan. Den 26 januari 1818 beordrade senaten guvernören att beställa ritningar och material- och kostnadsberäkningar för de aktuella byggnaderna. Landshövdingen gav sitt svar den 9 maj med ritningar och kostnadsuppskattningar, men nämnde inte hur de nya handlingarna kommit till stånd. Charles Bassi och Anton Wilhelm Arppe undertecknade intendentskontorets svar i Åbo den 12 juni. De kommenterade dock kostnadsuppskattningen och ansåg den vara överdriven. De  överlämnade ärendet till det kejserliga majestätet för granskning och övervägande.
Byggprojekten presenterades två gånger i plenarsessioner för senatens finansutskott. Protokollet från den första sessionen den 16 december 1820 visar de tidigare stadierna av projektet. Utskottet ansåg det nödvändigt att ta reda på hur dåvarande predikostugan i Kittilä hade byggts och om den kunde renoveras. Landshövdingen svarade att den hade byggts på församlingens bekostnad och inte längre kunde repareras. Landshövdingen meddelade också att virke och en del annat byggnadsmaterial fanns tillgängligt och invånarna i Kittilä och Sodankylä inte längre var så fattiga tack vare goda skördar att de inte skulle vara villiga att bidra till kostnaderna. Sålunda beslöt man vid senatens ekonomiutskotts sista session den 29 maj 1821 att underordna buggandet Hans Majestät kejsaren. Senaten slutade med att föreslå att 300 rubel silver från Lapplands kyrkofond skulle tilldelas stapeln i Sodankylä och 150 rubel silver till Kittilä predikostuga. Underställandet till det kejserliga majestätet undertecknades tydligen den 29 maj 1821 av alla senatorerna, E. Mannerheim och A. Ehrenström var de första. Kejsar Alexander I utfärdade ett positivt beslut den 27 februari 1822 i St. Petersburg.
Uppförandet av stapeln tycks främst ha skett från 15 april till 3 maj 1827. Grundläggningen hade tydligen börjat redan hösten innan. Byggmästare var Abraham Halvari från Rovaniemi. Den nya stapeln beskrivs i detalj i 1828 års inventering. Den har fyra stora luckor. Där hänger båda klockorna från den gamla klocktapeln. Redan i inventarielängden från 1836 står att stiftet var rödstruken. Denna stapel revs redan 1859 när klockorna flyttades till den nya kyrkan.

## Restaureringar

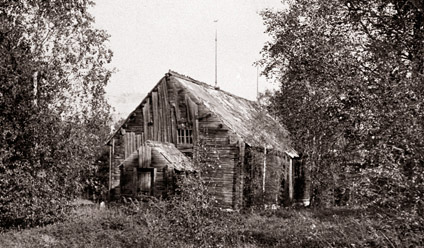
Sodankyläs gamla kyrka före restaureringen på 1920-talet.

Den gamla kyrkan i Sodankylä togs ur bruk 1859 efter att den nya kyrkan stod färdig. Avsakraliseringen gjordes söndagen den 23 oktober 1859. Kyrkan började sakta förfalla tills man i slutet av 1800-talet insåg kyrkans historiska värde. Den första restaureringen av kyrkan ägde rum 1926. Kyrkan byggdes om under Museiverkets ledning 1979–1980, då även timmerstaketet kring kyrkan renoverades. Museiverket restaurerade kyrkan igen 1992-1995. Kyrkans spåntak byggdes om och de tidigare nästan ofodrade stockväggarna fick ytterpanel. Kyrkan dokumenterades noggrant och så mycket av originalet som möjligt bevarades vid restaureringen. Gamla arbetsmetoder och material användes för att återuppbygga de förstörda delarna. Material och hantverkare kom från orten.

## Kapellaner och kyrkoherdar i den gamla kyrkan i Sodankylä
År 1688 grundades Sodankylä som kapell i Kemi lappmarks socken. Sodankylä blev en självständig församling 1747, då den tidigare kapellkyrkan blev moderkyrka för ett exceptionellt stort område. Kittilä avskildes från Sodankylä församling till en kapellförsamling 1825 och blev 1854 en egen församling. 1917 skildes Pelkosenniemi och Savukoski, som senare slogs samman till en församling.

### Kapellaner
1688–1747 var Sodankylä kapellförsamling i Kemi lappmarks församling i Lappland.
- Henrik Carlenius (1689–1693)
- Olof Ulstenius (1693–1699)
- Berthold Ervast (1699–1728)
- Henric Ganander (1728–1730)
- Henric Wegelius (1730–1747)

### Kyrkoherdar
Sodankylä blev en självständig församling den 26 juli 1747 enligt kungligt dekret.
- Henric Wegelius (1747–1763)
- Nils Fellman (1764–1768)
- Sakarias Cajander (1768–1784)
- Nils Enckell[28]
- Abraham Cajanus (1809-1813)
- Erik Ekdahl (1816–1822)
- Olof Mellenius (1828–1840)
- Carl Heickell (1841–1853)
- Jacob Liljeblad (1854–1862)